# Hamry (kraj pilzneński)
Hamry – gmina w Czechach, w powiecie Klatovy, w kraju pilzneńskim.
1 stycznia 2017 gminę zamieszkiwało 129 osób, a ich średni wiek wynosił 44,6 roku.